# Tordai István
Tordai István (Jászberény, 1975. január 4. –) televíziós műsorvezető, szerkesztő, producer.

## Élete
A Pest megyei Tápiógyörgyén nőtt fel, ott végezte általános iskolai tanulmányait, mellette a Bartók Béla Zeneiskolának a növendéke volt, ahol megtanult kottát olvasni és több hangszeren is játszani: tenorkürt, basszus trombita, dob. Meghatározó számára a sport: a Tápiógyörgyei KSK labdarúgójaként NB I-es klub is felfigyelt rá, de a professzionális sport helyett a tanulást választotta.
1993-ban érettségizett Budapesten a Pogány Frigyes Építőipari Szakközépiskola és Gimnáziumban, ugyanott sikeres vizsgát tett építésztechnikusként  1994-ben.
1996-tól 1999-ig a Pécsi Tudományegyetem hallgatója, annak művelődésszervező szakán végzett, filmkultúra specializációval.
2000-ben sikeres vizsgát tett Vendéglátóipari Üzletvezető szakon Szolnokon. 
2001-től 2007-ig a Pázmány Péter Tudományegyetem hallgatója, melynek Jog- és Államtudományi Karán jogász képesítést szerzett.

## Pályafutása
Kezdetben segédmunkásként dolgozott építkezéseken, hogy szüleit segítve részt vállaljon tanulmányai költségeiben. 1997-től a Tápiógyörgyei Községi Könyvtár és Művelődési ház alkalmazottja.
2002-től 2010-ig a TV2 alkalmazásában állt mint szerkesztő. Közben 2006 nyarától a Magyar Televízió M1-es csatornáján futó MaXMotor című műsornak producere, szerkesztője és társ-műsorvezetője.
2008-ban a MaxMotor megszűnése után az AutóVízió című, a Magyar Televízió (M1) által sugárzott műsor társ-műsorvezetője. Ezután a Magyar Televízió Sztársáv című műsorában tűnt fel mint az Auto & Design rovat producere, szerkesztője és társ-műsorvezetője.
2009 márciusában útjára indította saját televíziós műsorát SportVerda címmel. A SportVerda 60 perces időtartamú, rendhagyó hangvételű autós műsor, melyet a Sport1, Sport2, SportM, Spektrum és C8 csatornák sugároznak. E produkcióban egy személyben látta el a produceri, műsorvezetői, szerkesztői, gyártásvezetői és rendezői feladatokat. Közben (2014) útjára indított egy 5 részes sorozatot Műhely Művek címmel, melyet a Spektrum TV sugároz. E produkcióban is egyszemélyben látta el a produceri, műsorvezetői, szerkesztői, gyártásvezetői és rendezői feladatokat.
"Műsorvezetése rendhagyó, szövegeiben keveri az angol humort és a szépirodalmat. Képernyős személyisége megosztja a nézőket, melyet teljesen tudatosan épített fel. Ahogyan mondta: „Igyekszem különbözni a sablontól. Szinte minden mozzanatom előre megtervezett és szisztematikusan felépített.”

## Marketing
Számos termék reklámarca: 
- 2013. októberben az amerikai Gulf motorolaj reklámarca Magyarországon.
- 2013. májusban a  Duna Autó reklámarca.
- 2013. novemberben a Nanoenergizer motorolaj adalék reklámarca.
- 2015. novemberben és decemberben a svájci Certina órák reklámarca Magyarországon.
- 2016. februárban a Hungaroringshop reklámarca.
- 2016. decemberben a Ferrari órák reklámarca
- 2017. februárban a Sony Xperia telefon reklámarca